# Carlos Menditéguy
Carlos Alberto Menditéguy, född 10 augusti 1914, död 27 april 1973, var en argentinsk racerförare och hästpolospelare.

## F1-karriär
| Säsong | Stall/Tillverkare                      | Poäng | Placering |
| ------ | -------------------------------------- | ----- | --------- |
| 1953   | Equipe Gordini                         | 0     | -         |
| 1954   | Onofre Marimón (Maserati A6GCM)        | 0     | -         |
| 1955   | Officine Alfieri Maserati              | 2     | 21        |
| 1956   | Officine Alfieri Maserati              | 0     | -         |
| 1957   | Officine Alfieri Maserati              | 4     | 15        |
| 1958   | Scuderia Sud Americana (Maserati 250F) | 0     | -         |
| 1960   | Scuderia Centro Sud (Cooper T51)       | 3     | 19        |

### Trea i F1-lopp
1. Argentina 1957